# Mesochorus gardanus
Mesochorus gardanus là một loài tò vò trong họ Ichneumonidae.